# Francesco Cancellotti
Francesco Cancellotti (ur. 27 lutego 1963 w Perugii) – włoski tenisista, reprezentant w Pucharze Davisa. Złoty medalista Igrzysk Śródziemnomorskich 1983.

## Kariera tenisowa
Zawodowym tenisistą był w latach 1981–1990. W grze pojedynczej wygrał 2 turnieje rangi ATP World Tour oraz osiągnął 5 finałów. W deblu przegrał 1 finał rozgrywek ATP World Tour.
W 1983 został złotym medalistą igrzysk śródziemnomorskich w grze pojedynczej.
W latach 1983–1988 reprezentował Włochy w Pucharze Davisa rozgrywając 11 meczów singlowych, z których w 5 zwyciężył.
W rankingu gry pojedynczej najwyżej był na 21. miejscu (15 kwietnia 1985), a w klasyfikacji gry podwójnej na 160. pozycji (10 października 1988).

### Finały w turniejach ATP World Tour
| Legenda                                      |
| -------------------------------------------- |
| Wielki Szlem                                 |
| Igrzyska olimpijskie                         |
| Tennis Masters Cup / ATP Finals              |
| ATP Masters Series / ATP Tour Masters 1000   |
| ATP International Series Gold / ATP Tour 500 |
| ATP International Series / ATP Tour 250      |

#### Gra pojedyncza (2–5)
| Końcowy wynik | Nr | Data             | Turniej       | Nawierzchnia | Przeciwnik        | Wynik finału  |
| ------------- | -- | ---------------- | ------------- | ------------ | ----------------- | ------------- |
| Finalista     | 1. | 15 maja 1983     | Florencja     | Ceglana      | Jimmy Arias       | 4:6, 3:6      |
| Zwycięzca     | 1. | 10 czerwca 1984  | Florencja     | Ceglana      | Jimmy Brown       | 6:1, 6:4      |
| Zwycięzca     | 2. | 16 września 1984 | Palermo       | Ceglana      | Miloslav Mečíř    | 6:0, 6:3      |
| Finalista     | 2. | 23 września 1983 | Bordeaux      | Ceglana      | José Higueras     | 6:7, 1:6      |
| Finalista     | 3. | 12 kwietnia 1987 | Bari          | Ceglana      | Claudio Pistolesi | 7:6, 5:7, 3:6 |
| Finalista     | 4. | 16 sierpnia 1987 | Saint-Vincent | Ceglana      | Pedro Rebolledo   | 6:7, 6:4, 3:6 |
| Finalista     | 5. | 17 lipca 1988    | Båstad        | Ceglana      | Marcelo Filippini | 6:2, 4:6, 4:6 |

#### Gra podwójna (0–1)
| Końcowy wynik | Nr | Data             | Turniej | Nawierzchnia | Partner        | Przeciwnicy                   | Wynik finału |
| ------------- | -- | ---------------- | ------- | ------------ | -------------- | ----------------------------- | ------------ |
| Finalista     | 1. | 25 września 1988 | Bari    | Ceglana      | Simone Colombo | Thomas Muster Claudio Panatta | 3:6, 1:6     |